# Worton (Wiltshire)
Worton – wieś w Anglii, w hrabstwie Wiltshire. Leży 32 km na północny zachód od miasta Salisbury i 134 km na zachód od Londynu. W 2001 miejscowość liczyła 586 mieszkańców.